# Immigrazione polacca in Islanda
La presenza di Polacchi in Islanda ha origine da diverse ondate migratorie. Le prime risalgono alla fine dell'Ottocento, quando la Polonia perse la propria indipendenza. Tuttavia, durante la guerra fredda gli spostamenti dei cittadini polacchi al di fuori della Polonia comunista furono notevolmente limitati.
Più recentemente, con l'ingresso della Polonia nell'Unione europea nel 2004, si ampliarono le possibilità dei cittadini polacchi di lavorare in altri paesi dell'Area Economica Europea al punto che più del 3% della popolazione islandese (più di 10.000 persone) è costituito da polacchi. Per tale motivo, nonostante la ristrettezza del numero, i polacchi sono dagli inizi degli anni Duemila la più grande minoranza presente nel paese, il 37% della totalità dei migranti nel 2010. Inoltre, nel 2006 l'industria edilizia islandese ebbe una crescita tale da rendere necessaria l'importazione di lavoratori, rendendo di conseguenza i polacchi la prima scelta per riempire i posti di lavoro; entro l'anno successivo il numero dei polacchi in Islanda aumentò dell'81%. Insieme all'Islanda, inoltre, la Polonia entrò nella Zona Schengen nel 2007, agevolando ancor di più l'immigrazione in quanto che i polacchi possono da tale data vivere e lavorare in Islanda senza permessi di residenza o contratti lavorativi preesistenti. La stessa crisi finanziaria del 2008 contribuì ad aumentare il numero di questa migrazione.
Numerosi immigrati polacchi, tuttavia, vedono la propria permanenza in Islanda come transitorio e non definitivo, non mostrando grande interesse nell'assimilazione alla cultura islandese. Di conseguenza, la demografia traccia un dato endogamo e senza rilevanti picchi di unioni tra popolazione locale e popolazione migrante. Solitamente, la minoranza polacca in Islanda parla la propria lingua, continua a praticare il cattolicesimo, guarda la televisione polacca e ha trovato sbocco lavorativo in ristoranti di cucina polacca. Uno studio risalente al 2012 ha reso noto inoltre che i polacchi in Islanda parlano più frequentemente inglese rispetto all'islandese nella vita quotidiana, trovandolo più utile e spesso imparandolo prima dell'islandese. Nonostante la riluttanza della minoranza polacca in Islanda ad assimilarsi alla cultura locale, non ci sono quasi mai stati casi di xenofobia da parte della popolazione islandese.